# Nenad Maslovar
Nenad Maslovar (Kotor, 20 de Fevereiro de 1967) é um ex-futebolista montenegrino.